# Межево (Тверская область)
Межево — деревня в Конаковском районе Тверской области

## География
Деревня находится в 5 км от поселка городского типа Редкино.

## Население
По данным Всероссийской переписи населения 2010 года население НП составило 34 человека.

## Власть
Деревня в административном плане относится к Городенскому сельскому поселению Конаковского района
Тверской области.

## Известные люди
В деревне родился Герой Советского Союза Павел Александрович Кайков.